# Idumeia
Idumeia (Terra dos Edomitas), no período macabeu e romano, era uma região localizada no território que havia sido das tribos israelitas de Simeão e Judá, não sendo incluído o coração da antiga Edom, chegando ao redor de Hebrom até Betsur cerca de 26 km ao sudoeste de Jerusalém. Os idumeus eram os remanescentes  dos edomitas. João Hircano I havia invadido a Idumeia no segundo século a.C. e este permitiu que vivessem sob a condição de que deveriam seguir a Lei Judaica o qual foi aceita pelo povo.